# Criminalidade no Japão
O Japão apresenta baixas taxas de criminalidade.

## Estatísticas
Em 1990, a polícia identificou mais de 2,2 milhões de violações do Código Penal. Dois tipos de violações - furtos (65,1% das violações) e homicídio por negligência ou ferimentos em consequência de acidentes (26,2%) - representaram mais de 90% das infrações no Japão. Em 1989, o Japão apresentou o baixíssimo numero de 1,3 roubos por 100.000 habitantes, em comparação com 48,6 por Alemanha Ocidental, 65,8 para o Reino Unido, e 233 para os Estados Unidos; e, no mesmo ano, apresentou 1,1 assassinatos por 100.000 habitantes, em comparação com 3,9 para a Alemanha Ocidental, 1,03 para a Inglaterra e País de Gales, e 8,7 para os Estados Unidos.
Autoridades japonesas também resolveram uma alta taxa de assaltos (75,9% dos casos, em comparação com 43,8% para a Alemanha Ocidental, 26,5% para a Grã-Bretanha, e 26% para os Estados Unidos) e homicídios (95,9%, em comparação com 94,4% para a Alemanha, 78% para o Reino Unido, e 68,3% para os Estados Unidos). Isso está ligado ao fato da ação penal ser menos provável de ser contestada com êxito, em comparação com os demais países citados, um fato que tem causado preocupações dos direitos humanos e levou a uma mudança na lei, que entrou em vigor em 2009.
Delinquências juvenis, embora não tão graves como na maioria dos países industrializados, como os Estados Unidos, são de grande preocupação para as autoridades. Em 1990 mais de 52% das pessoas detidas por delitos penais (exceto homicídio por negligência ou lesões) eram jovens. Mais de 70% dos jovens presos foram acusados de furto, principalmente furtos de itens de lojas e furto de motocicletas e bicicletas.
Recentemente, o número de crimes no Japão vem diminuindo. Em 2002, o número de crimes, foi de 2.853.739. Foi reduzido pela metade em 2012, de 1.382.154.
O Japão tem a segunda menor taxa de homicídios do mundo. Em 2001, era considerado um dos países mais seguros do mundo para se viver, o Japão teve seu índice de criminalidade, somado em todo o território, no maior nível desde a Segunda Guerra Mundial. Com um aumento de 12%, registraram-se mais de três milhões de infrações, das quais 1% foram de crimes violentos, enquanto mais de 90% eram de infrações de trânsito, contravenções, fraudes, furtos, principalmente de motocicletas e bicicletas, delinquência, desacato e homicídio ou ferimento por negligência. O agravo desta condição foi também devido ao fato da diminuição da eficácia da polícia japonesa, que, em análise de mesmo período, efetuou 8% menos prisões. Segundo especialistas, as causas para este cenário foram a estagnação da economia japonesa desde o começo dos anos de 1990 e o aumento do desemprego. Cinco anos mais tarde, robôs de segurança foram apresentados à população, para ajudarem na patrulha de locais pré-determinados. A utilização de tecnologias de vigilância deve-se à baixa taxa de natalidade, o que poderá gerar problemas futuros para as guardas.
Em pesquisas mais recentes, ficou constatado que a criminalidade estava diminuindo e que a grande preocupação da segurança nacional eram as tragédias naturais, como os terremotos e tsunami, as falsificações dos selos de segurança dos prédios, os acidentes aéreos e ferroviários, os confrontos políticos, guerras e ataques terroristas. No balanço geral, mais de 42% da população considerou o Japão um lugar perigoso para morar devido a estes fatores. Como solução apontada está o esforço em conjunto entre a sociedade, governos locais e empresas.

## Yakuza

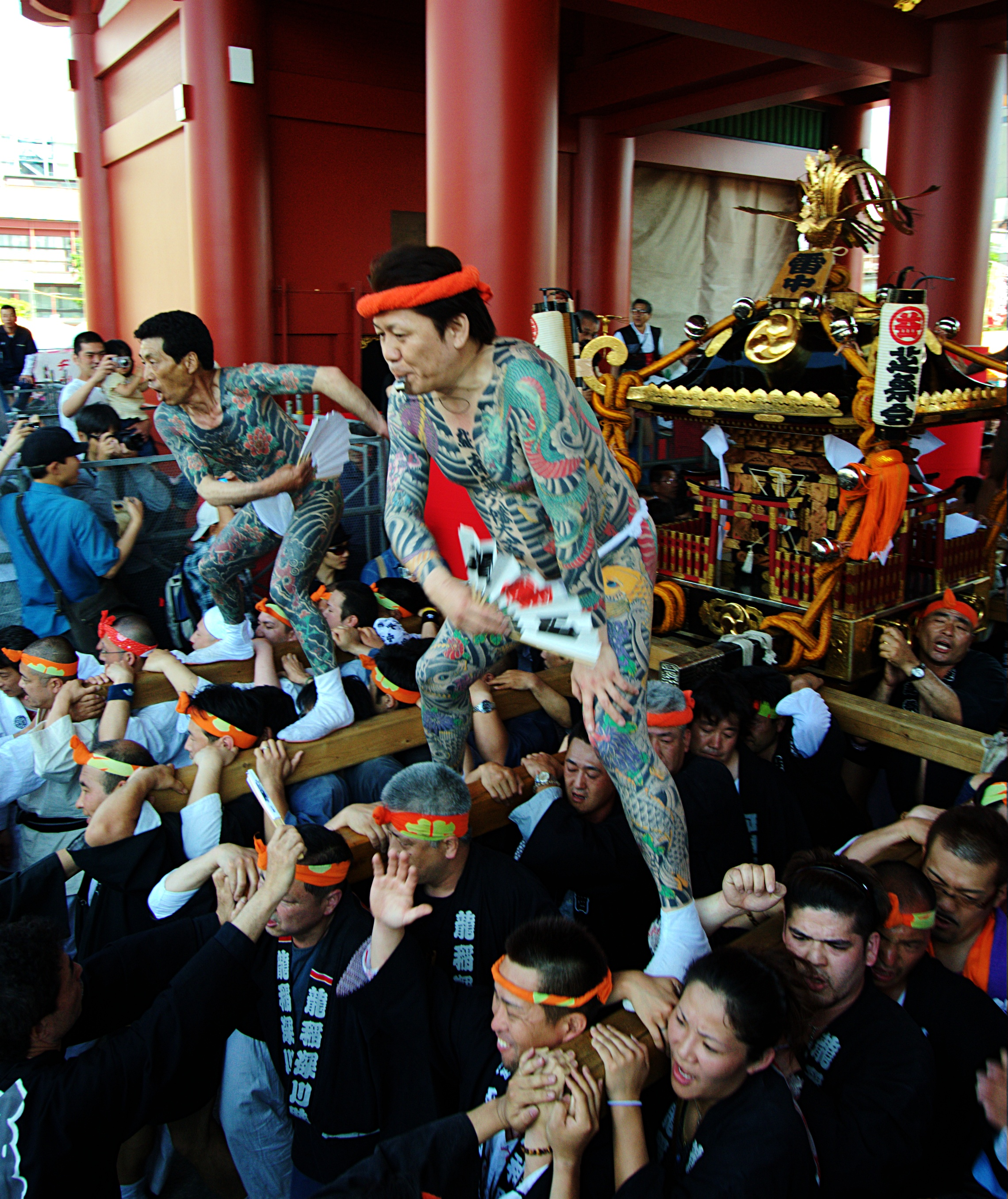
Os yakuza são conhecidos por terem seus corpos quase inteiramente tatuados.

A Yakuza é a maior organização criminosa do país. Ela já existia bem antes de 1800 e seguiu os códigos semelhantes ao Bushido, dos Samurais. Os clãs são organizados à semelhança de uma família, apresentando a mais rígida das hierarquias do mundo do crime. O oyabun (pai) é o chefe, wakashu (seus filhos) e kyodai (seus irmãos). Todos devem total obediência e lealdade ao oyabun, em troca, ele oferece proteção a todos de seu clã.
Estima-se que a Yakuza tenha mais 88.000 membros que participam de 3.300 grupos.
A Yakuza é a organização mafiosa mais conhecida do Oriente, tem suas origens no fim da era dos samurais, quando estes passaram a vagar pelo território. No entanto, a precisão de seu surgimento é variado, indo desde os filhos de kabuki-mono até a descendência honrosa direta dos ronins. No Japão, esta organização é composta por vários clãs de criminosos violentos, que deixam marcas no aspecto de vida japonês, principalmente no que toca as torturas e chantagens daqueles que ousassem desafiar seus poderes. Desde a jogatina e esquemas de prostituição até os bastidores do poder político e financeiro de alto escalão, a Yakuza é presença forte no cenário nacional e internacional.